# 作山古墳群

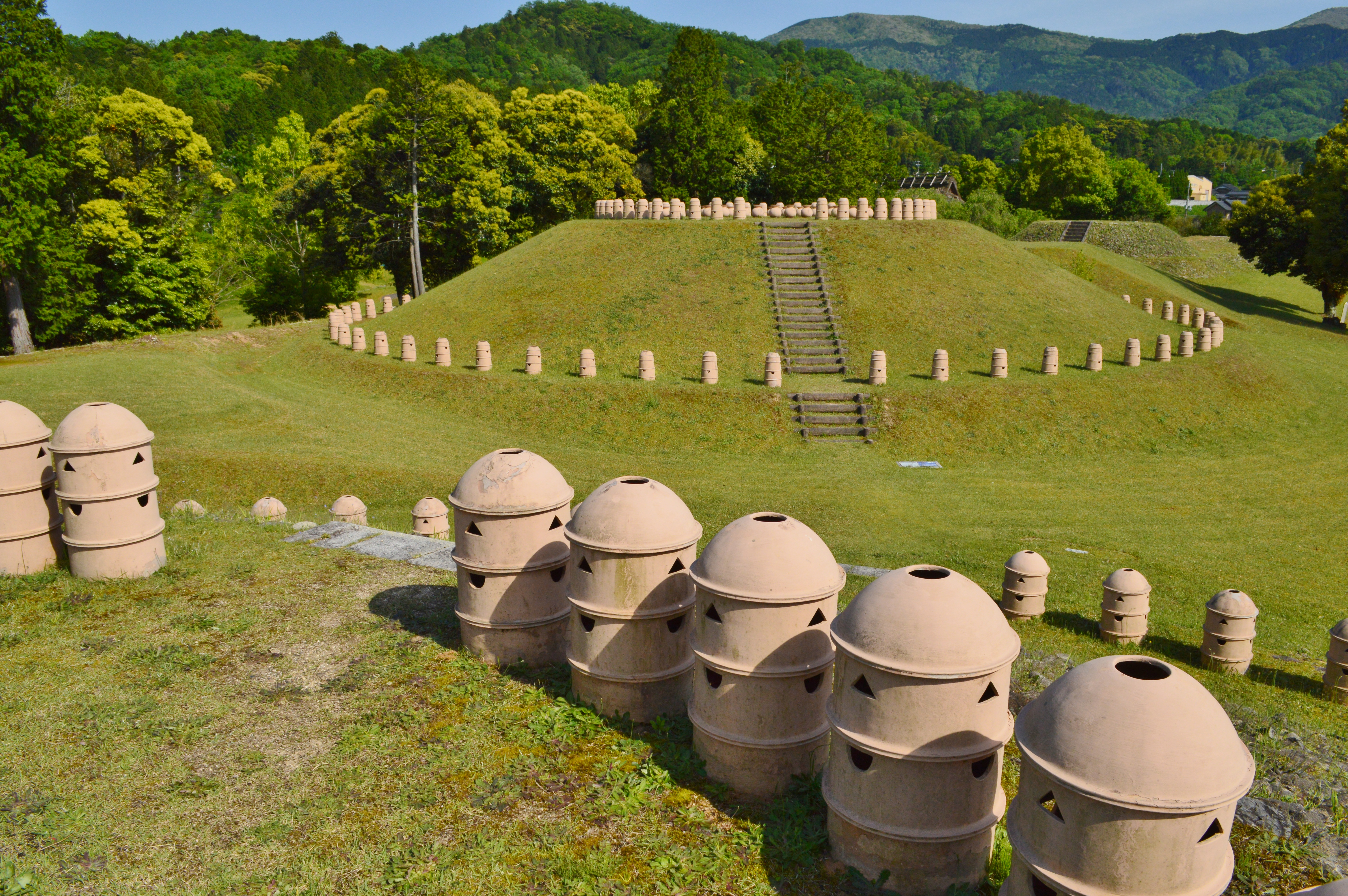
1号墳から2・3・4号墳を望む

作山古墳群（つくりやまこふんぐん）は、京都府与謝郡与謝野町加悦にある古墳群。5基が国の史跡に指定されている（指定名称は「作山古墳」）。

## 概要
| 順 | 古墳名 | 形状       | 規模      | 築造時期      |
| -- | ------ | ---------- | --------- | ------------- |
| 1  | 5号墳  | 方墳       | 一辺13m   | 前期後葉      |
| 2  | 1号墳  | 円墳       | 直径28m   | 前期後葉      |
| 3  | 2号墳  | 円墳       | 直径26m   | 前期末-中期初 |
| 4  | 3号墳  | 方墳       | 一辺17m   | 中期前葉      |
| 5  | 4号墳  | 前方後円墳 | 墳丘長29m | 中期前葉      |

京都府北部、丹後半島付け根の加悦谷の東縁部、段丘上に営造された古墳群である。前方後円墳1基・円墳2基・方墳2基の計5基から構成される。これまでに1929年（昭和4年）・1989年（平成元年）に発掘調査が実施されている。
古墳5基は墳形が異なるもののいずれも小・中規模古墳で、1号墳・2号墳の周囲には従属埋葬として26基の木棺墓・埴輪棺墓が認められる。営造時期は古墳時代前期後葉から中期前葉で、西から東へ5号墳・1号墳・2号墳・3号墳・4号墳の順に築造された。谷を挟んで隣接する大型前方後円墳の蛭子山1号墳（145メートル）とは規模が大きく異なるが、埴輪・石棺には共通性が認められており、特に作山1号墳と蛭子山1号墳とは近い時期・近い集団による築造と推測される（蛭子山1号墳の下位首長墓か）。
5基の古墳域は1930年（昭和5年）に「作山古墳」として国の史跡に指定されている。現在は史跡復元整備のうえで蛭子山古墳群とともに与謝野町立古墳公園内で公開されている。

## 遺跡歴
- 1929年（昭和4年）、1号墳の石棺の発掘調査[1][2]。
- 1930年（昭和5年）、「作山古墳」として国の史跡に指定[4]。
- 1989年（平成元年）、史跡整備に向けた事前発掘調査（旧加悦町教育委員会、1992年に報告書刊行）[1][2]。
- 1992年（平成4年）、加悦町古墳公園（現・与謝野町立古墳公園）が開園[5]。

## 一覧

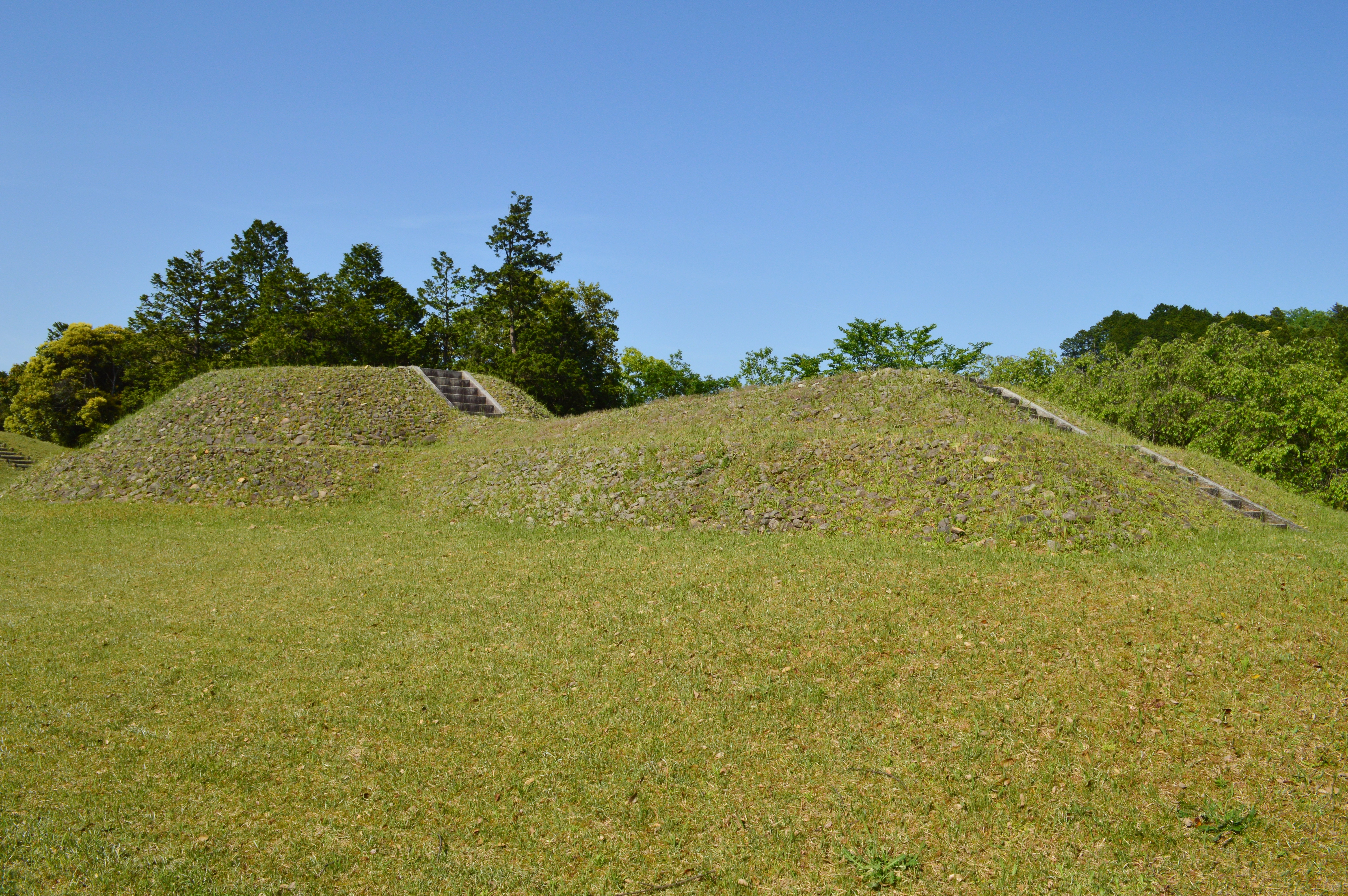
4号墳

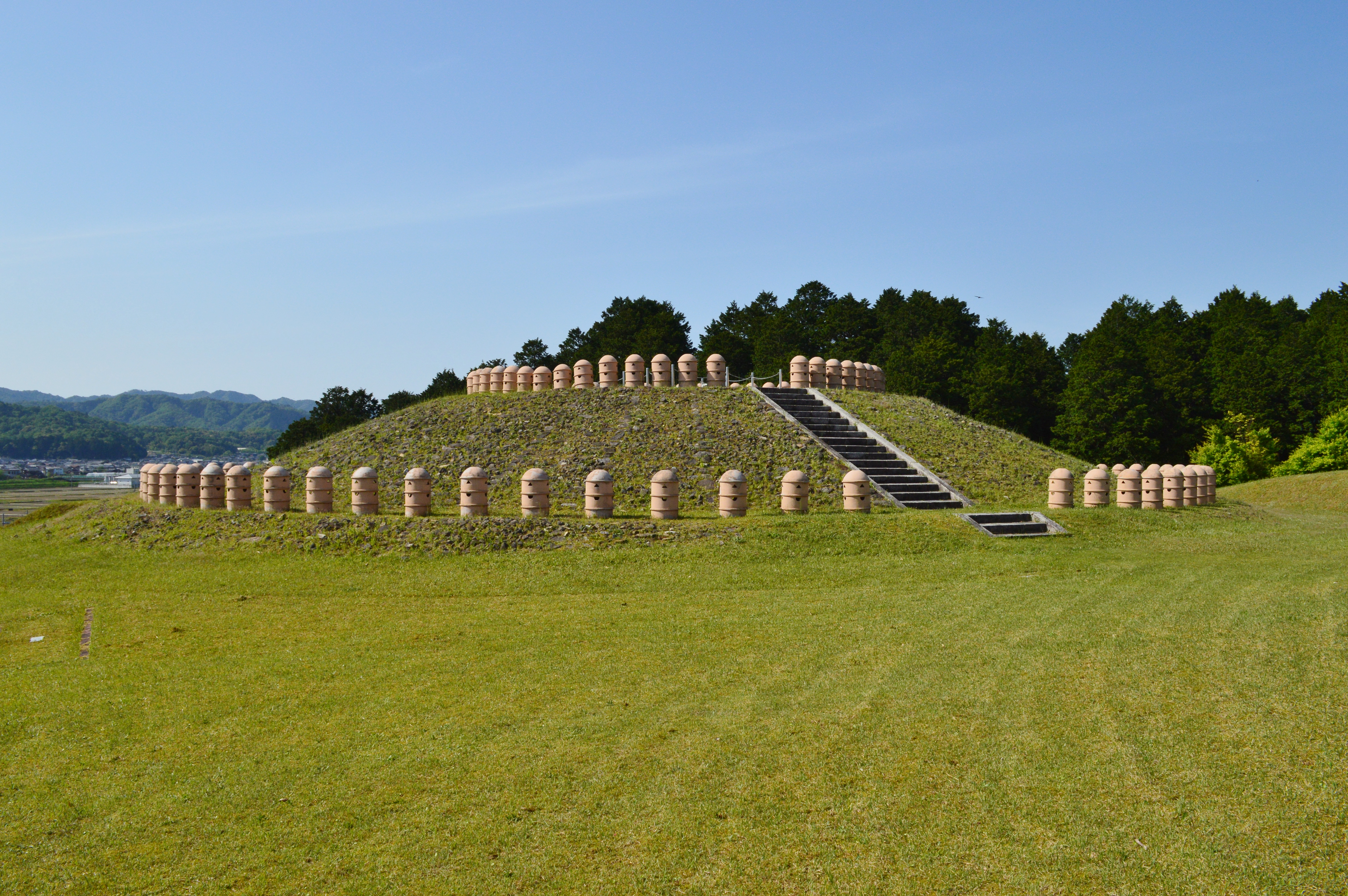
1号墳
円墳で、直径28メートル・高さ4メートルを測る。墳丘は2段築成で、墳丘外表では葺石・埴輪（丹後型円筒埴輪・朝顔形埴輪・家形埴輪）が認められる。墳丘南西部には造出を付す（5号墳と重複）。埋葬施設は、墳頂における組合式石棺の直葬。石棺は花崗岩製で、内法長2.16メートル・幅0.48メートル・深さ0.36メートルを測り、副室を伴う。この石室内からは人骨（成人男性1人）・変形四獣鏡1点・石釧2点・ガラス製小玉約500点（以上主室出土）、鉄剣12点・刀子4点・鉄斧2点・鉄鎌2点（以上副室出土）が検出されている。また墳丘裾には従属埋葬15基が認められる。築造時期は古墳時代前期後葉頃と推定される。

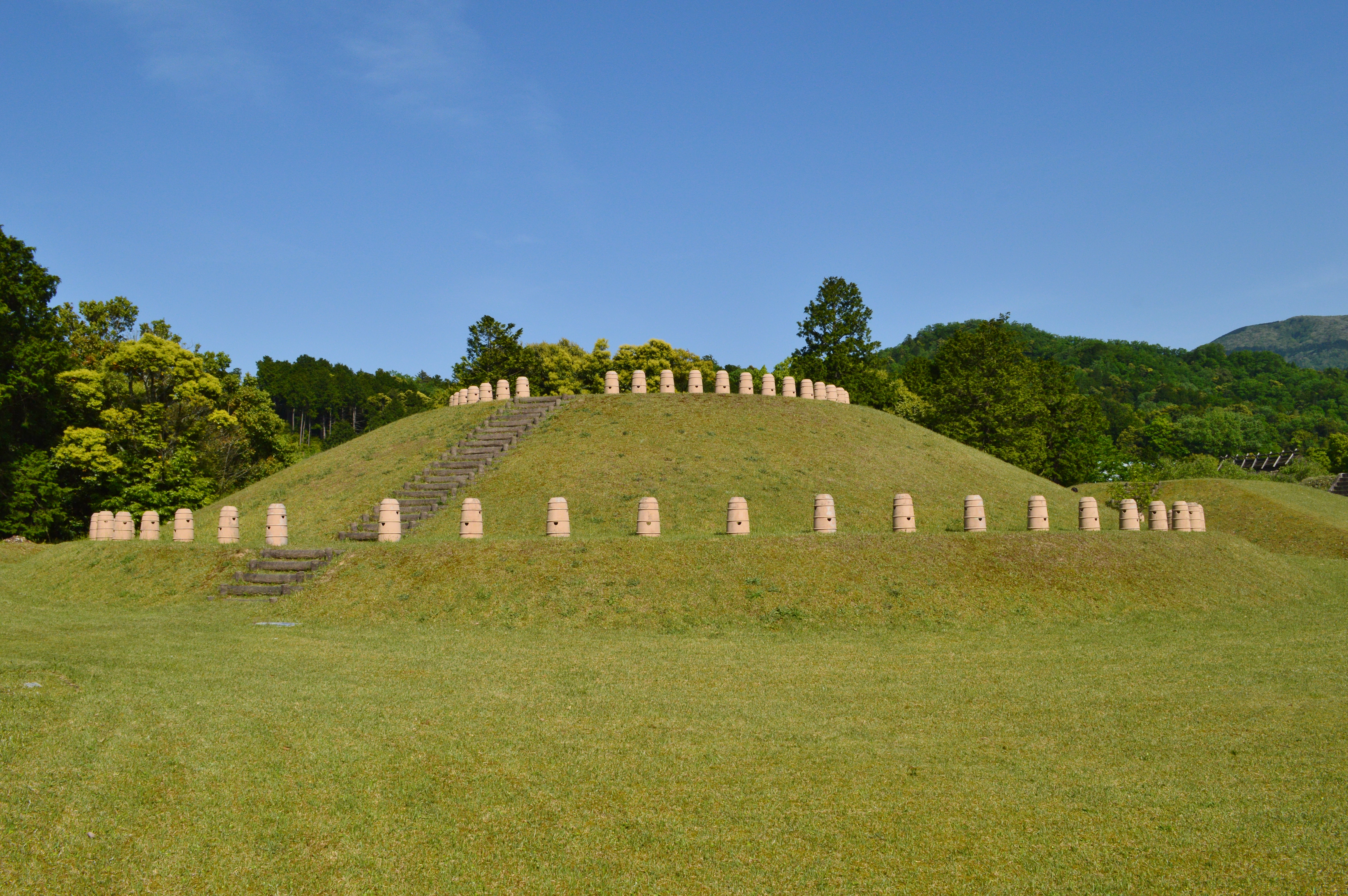
2号墳
円墳で、直径26メートル・高さ3.5メートルを測る。墳丘外表では埴輪（丹後型円筒埴輪・普通円筒埴輪）が認められるが、葺石は認められていない。埋葬施設は未調査のため明らかでないが、墳頂では方形の土器列が検出されている。また墳丘西側には従属埋葬10基が認められる。築造時期は古墳時代前期末-中期初頭頃と推定される。
3号墳
方墳で、一辺17メートル・高さ2メートルを測る。墳丘外表では埴輪が認められるが、葺石は認められていない。埋葬施設は不明。出土品に西部瀬戸内系大型壺形土器がある。築造時期は古墳時代中期前葉頃と推定される。
4号墳
前方後円墳で、墳丘長29メートルを測る。墳丘は2段築成で、墳丘外表では葺石・埴輪が認められる。埋葬施設は不明。築造時期は古墳時代中期前葉頃と推定される。
5号墳
方墳で、一辺13メートル・高さ2メートルを測る。墳丘上には重複して1号墳の造出が築造されている。埋葬施設は割竹形木棺の直葬で、木棺は長さ6.4メートル・幅0.8メートルを測る。副葬品として内行花文鏡1点・石釧3点・玉類124点（凝灰岩製管玉、瑪瑙・翡翠製勾玉）・小型鉄製品などが検出されている。築造時期は古墳時代前期後葉頃と推定される。

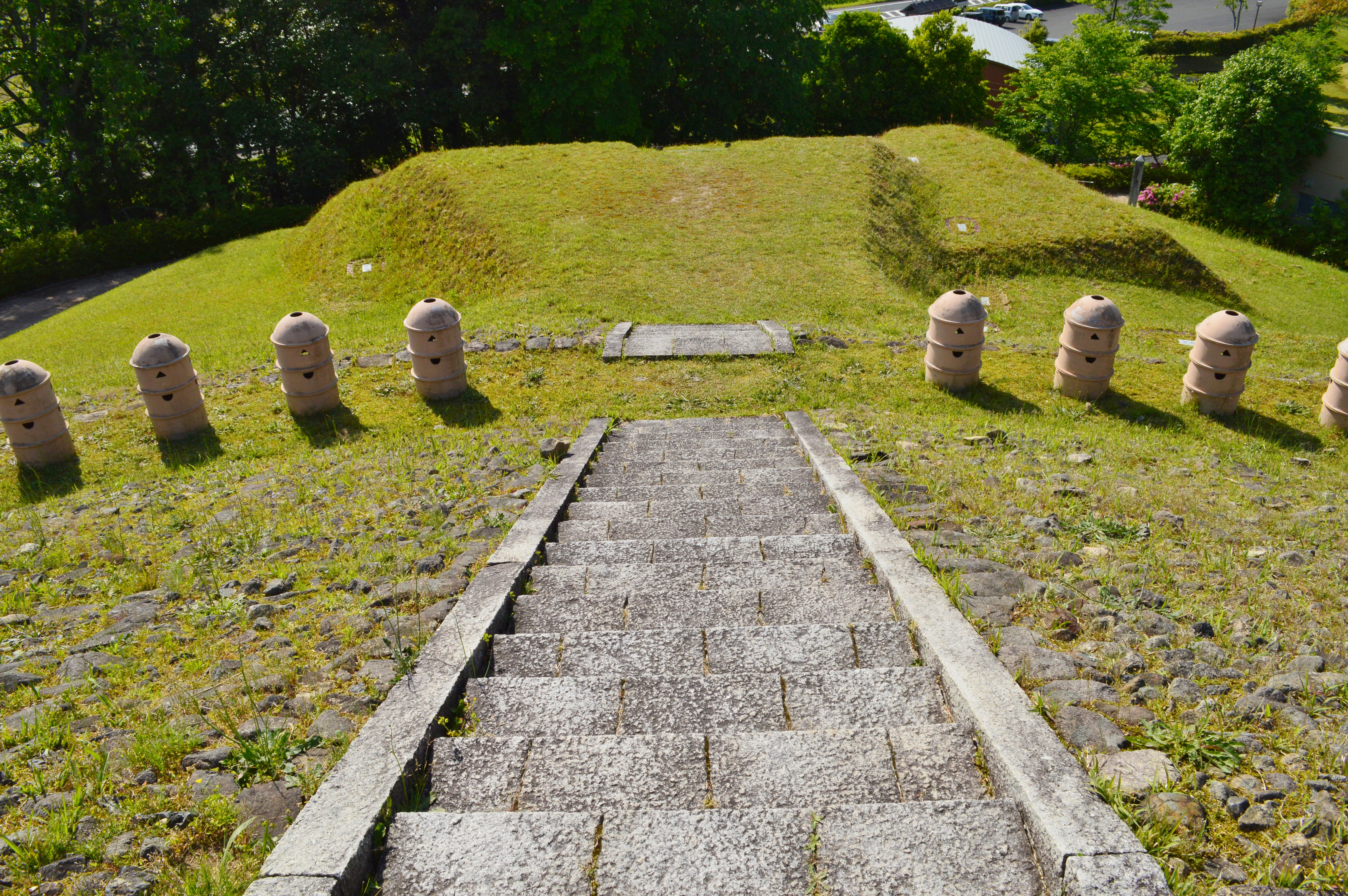
1号墳 造出（下に5号墳）
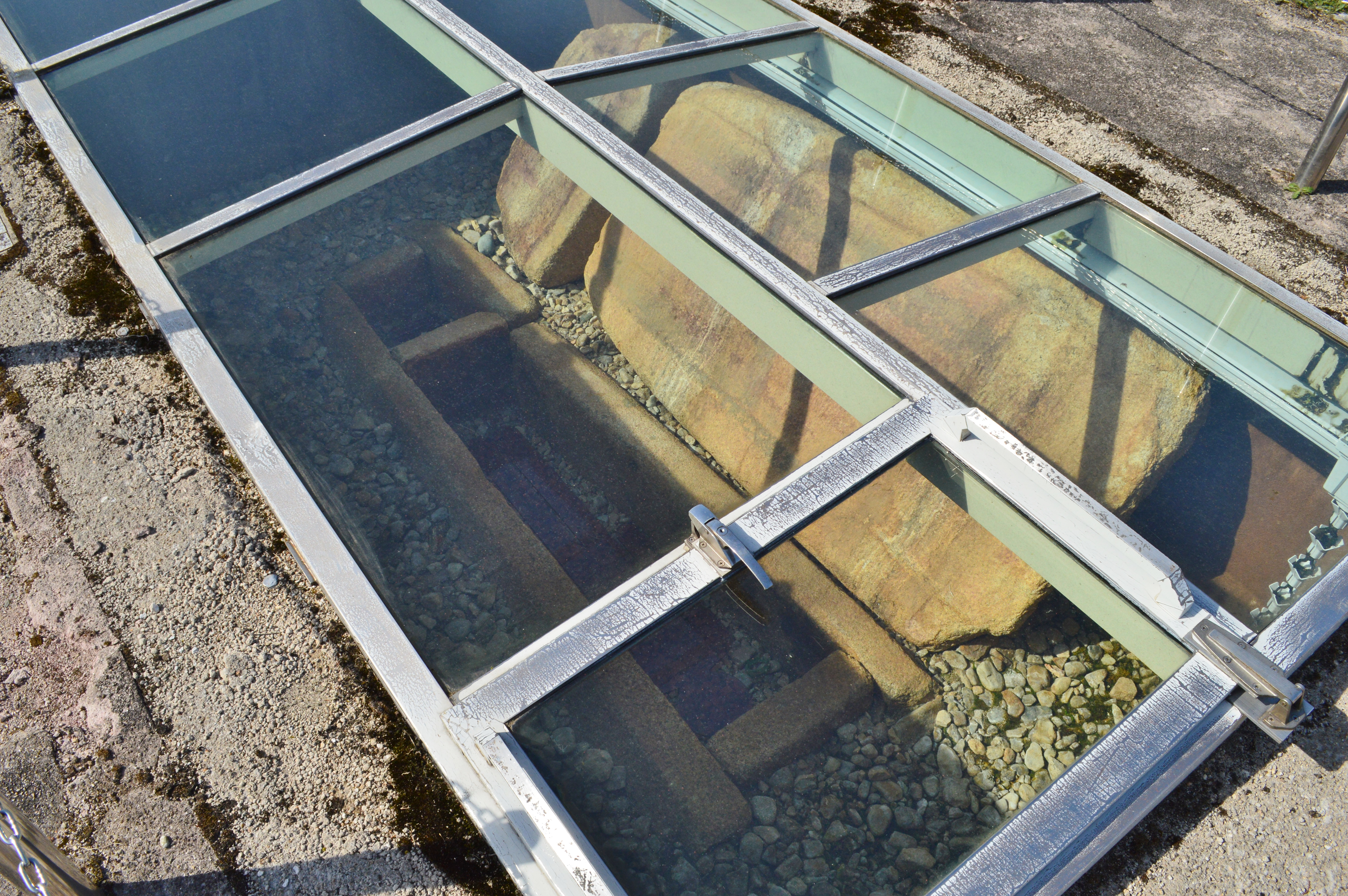
1号墳 箱式石棺
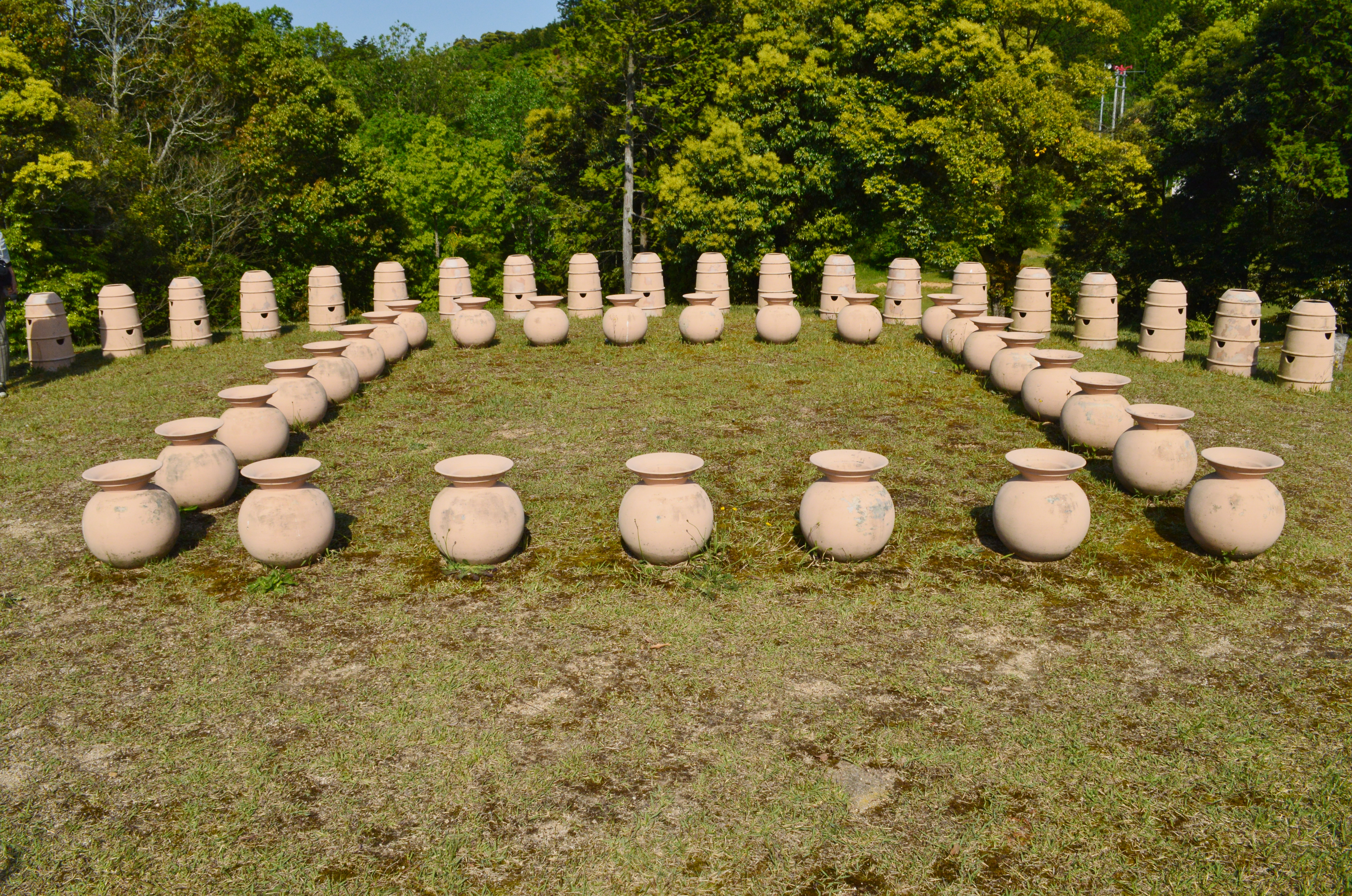
2号墳 方形土器列（復元）
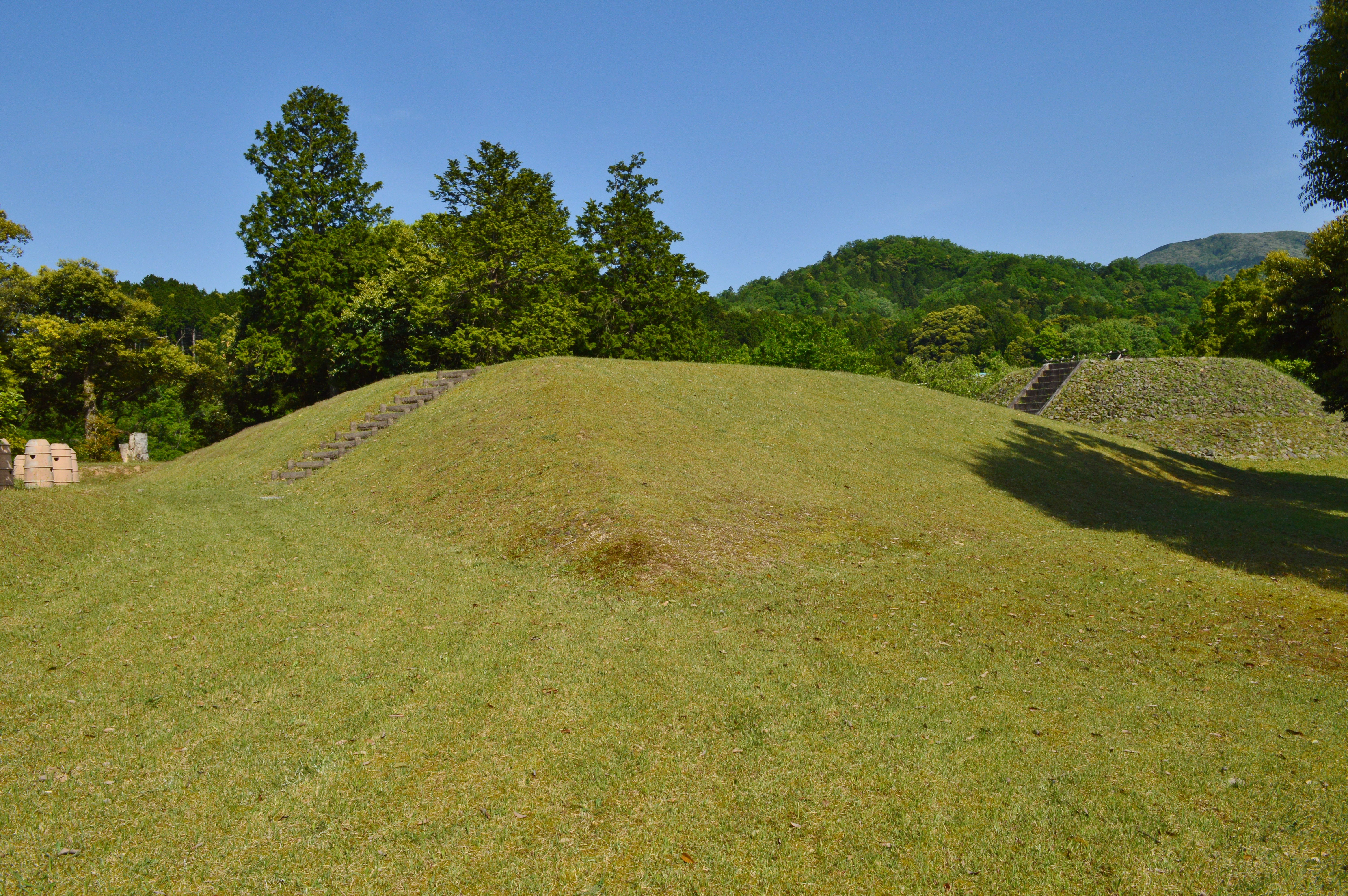
3号墳 墳丘
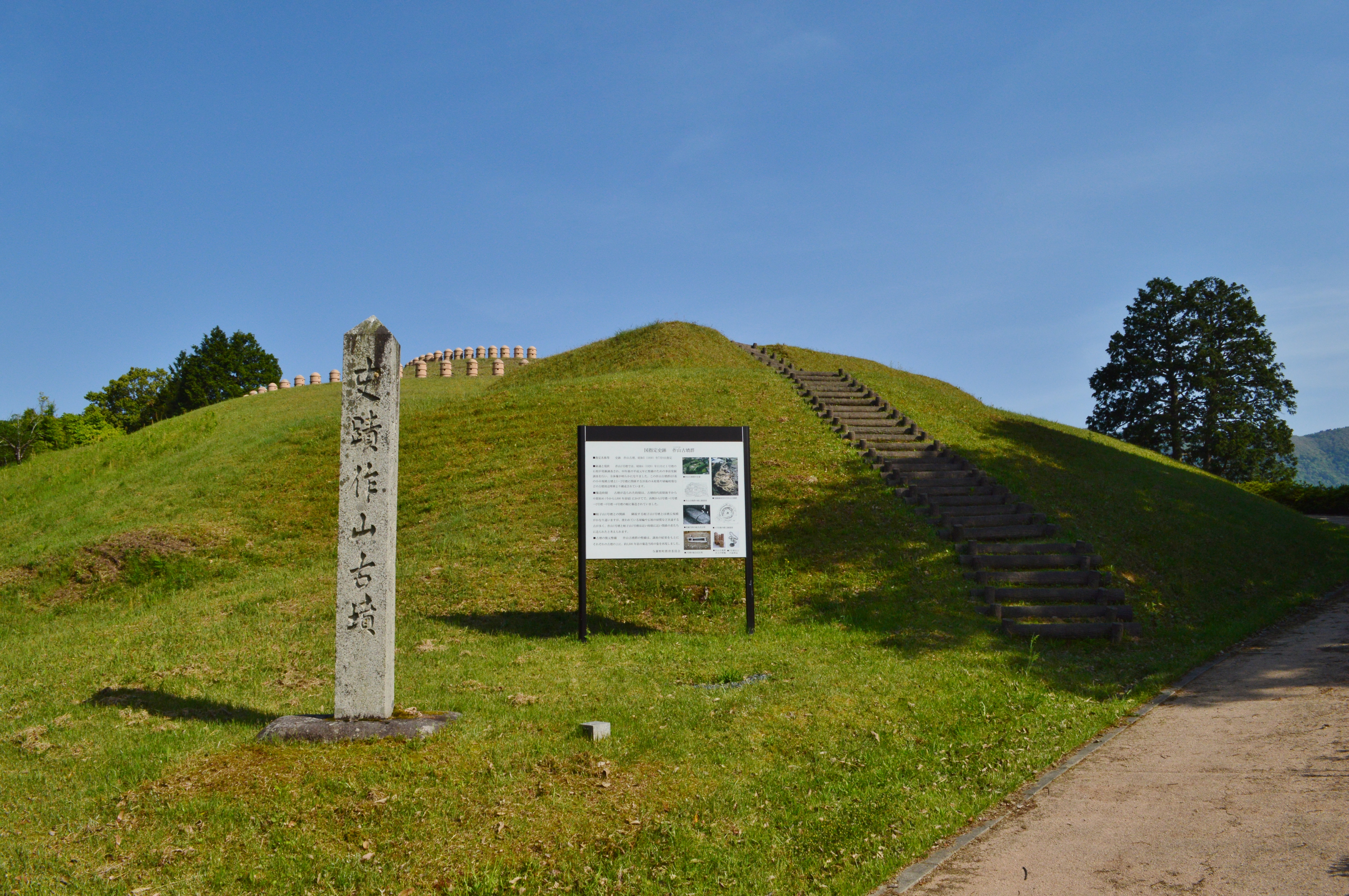
5号墳 墳丘
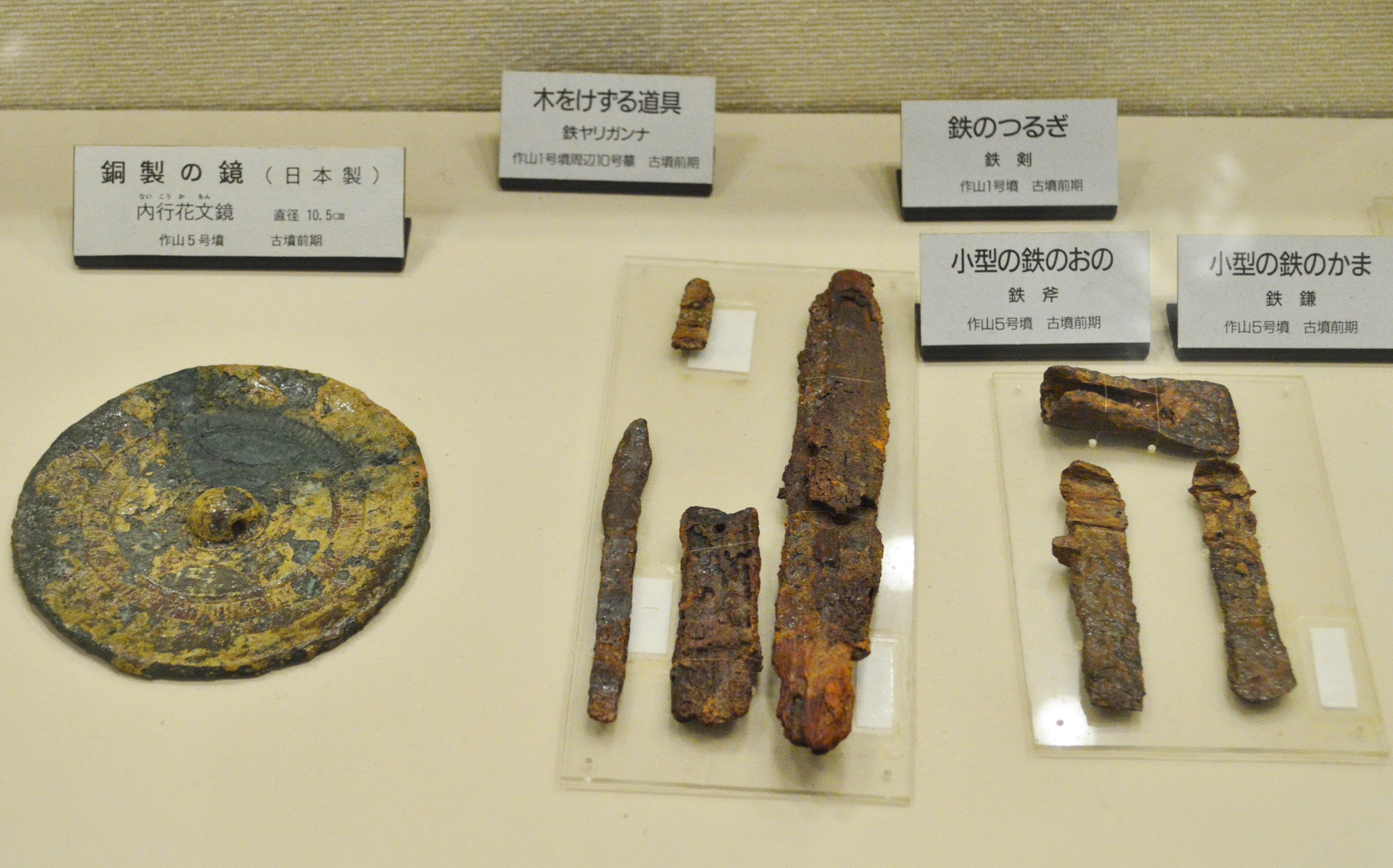
1号墳・5号墳 金属製品
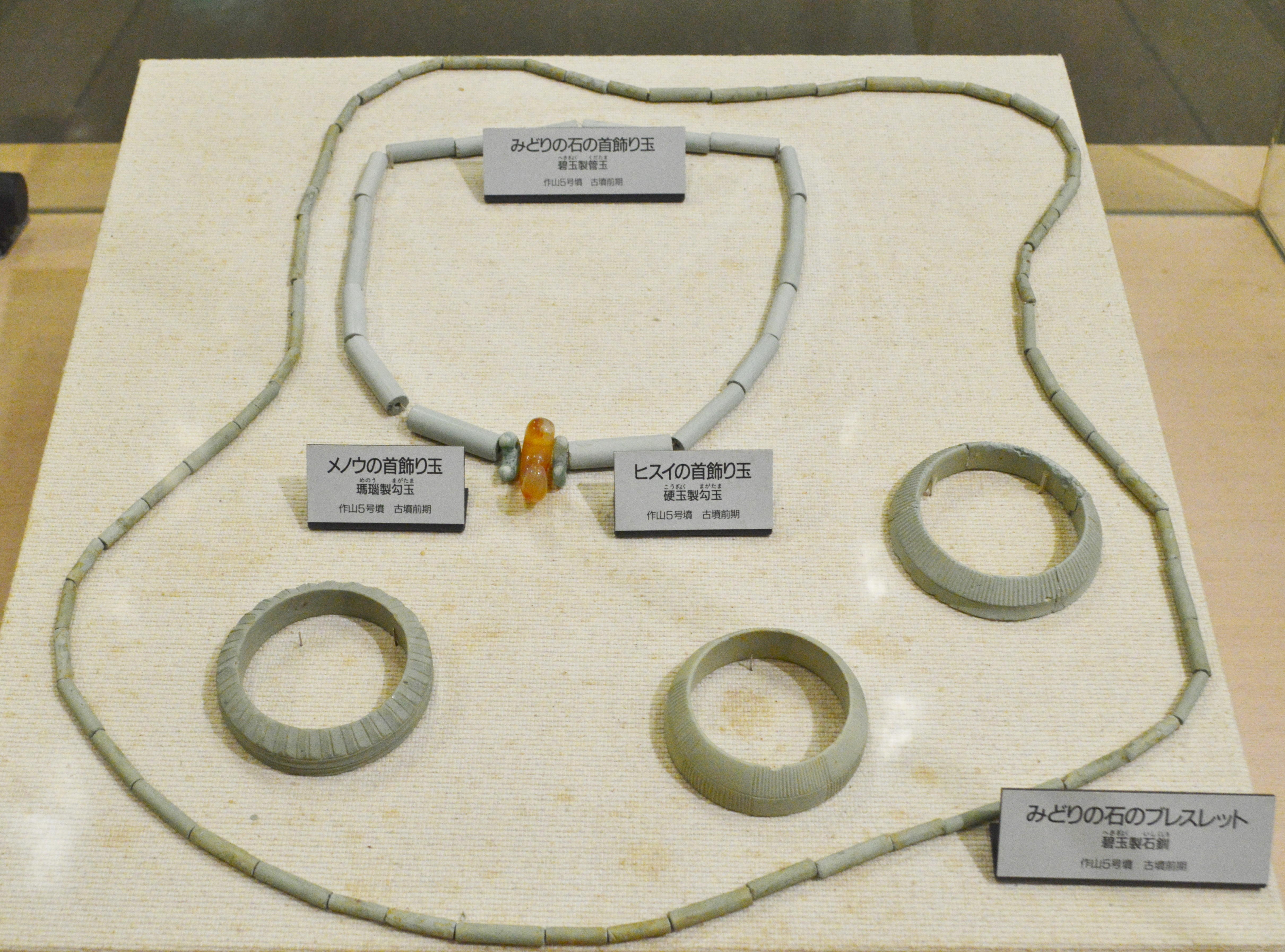
5号墳 装身具 与謝野町古墳公園はにわ資料館展示。
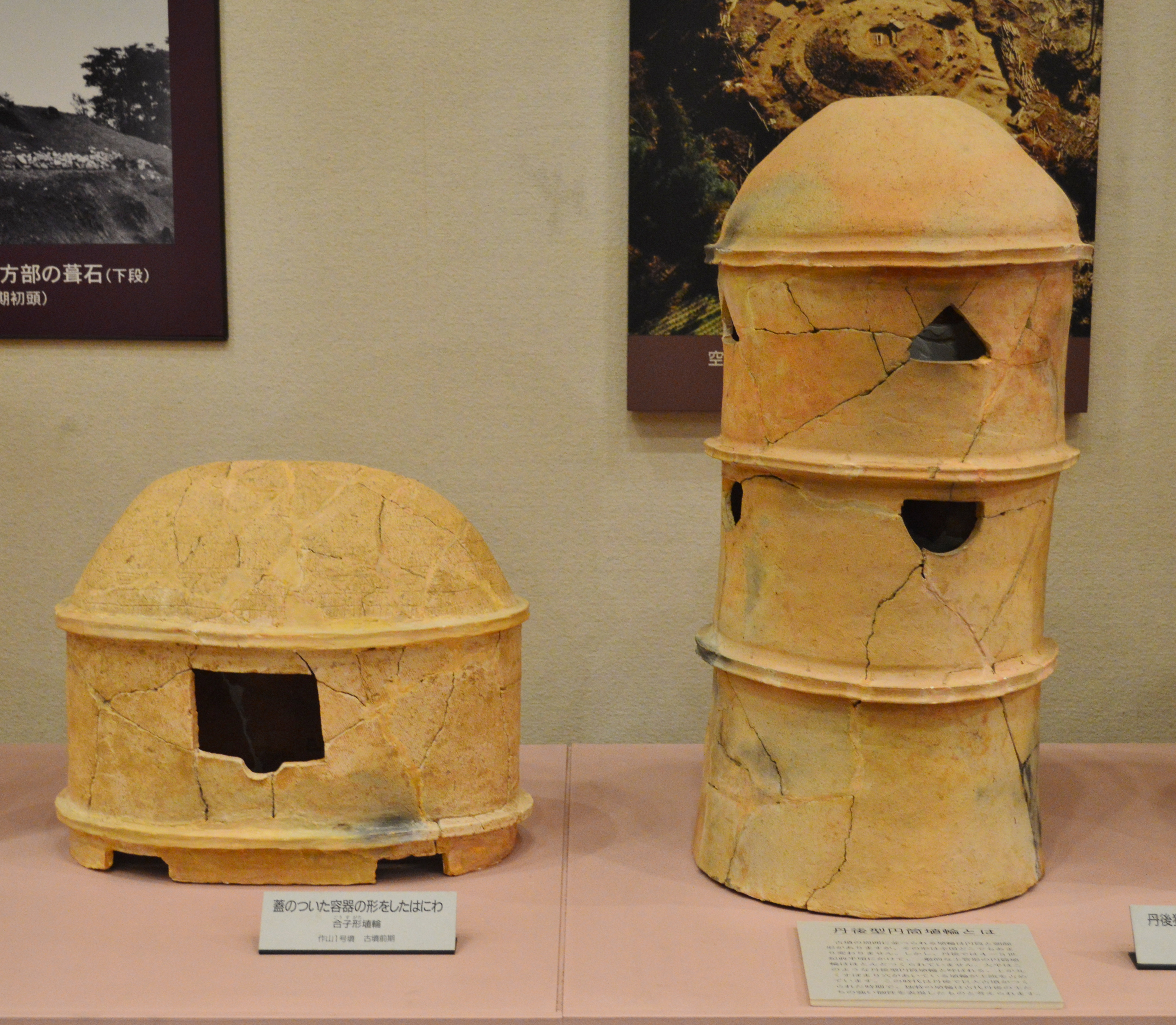
1号墳 合子形埴輪（左）・丹後型円筒埴輪（右） 与謝野町古墳公園はにわ資料館展示。
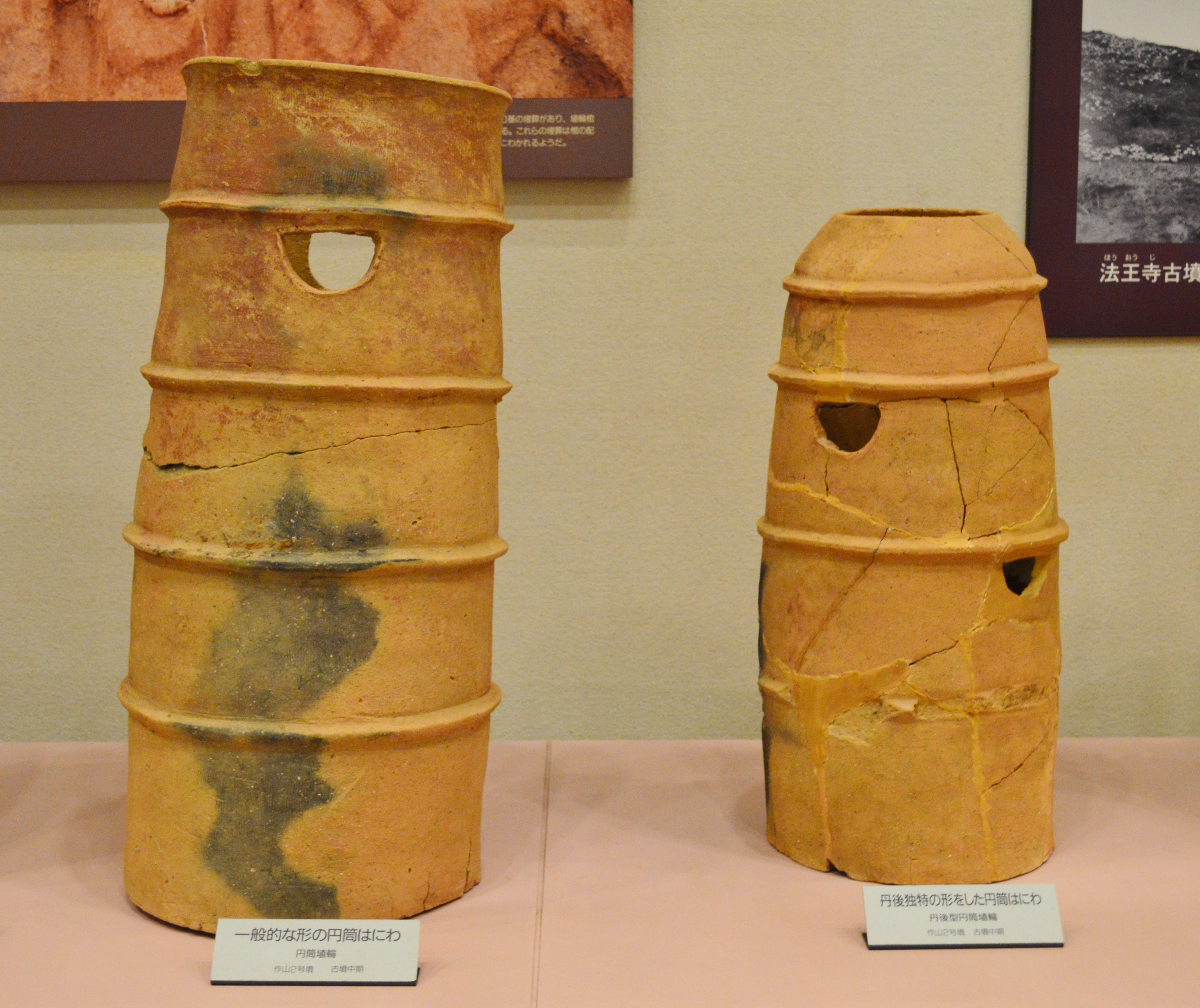
2号墳 普通円筒埴輪（左）・丹後型円筒埴輪（右） 与謝野町古墳公園はにわ資料館展示。
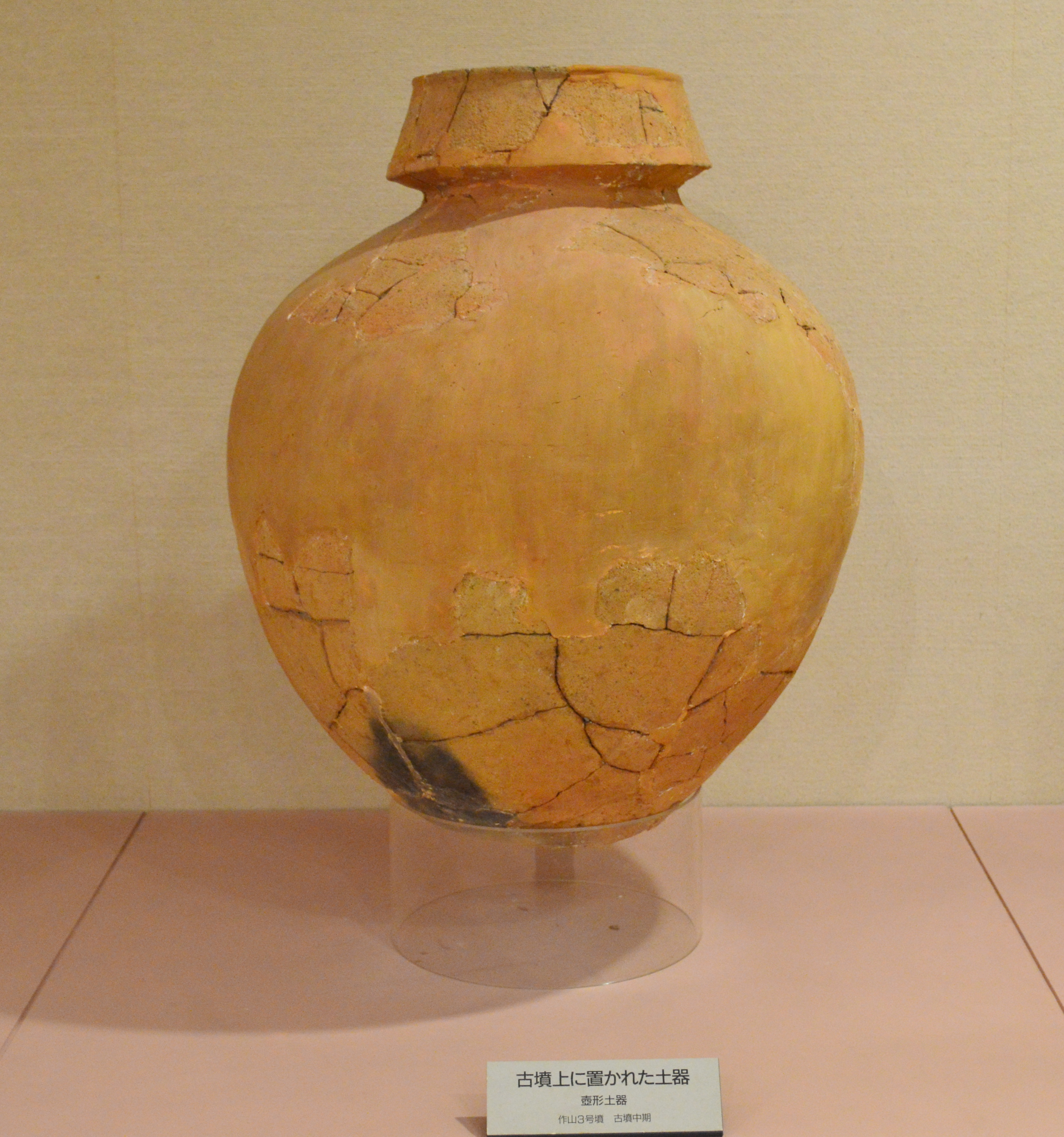
3号墳 壺形土器 与謝野町古墳公園はにわ資料館展示。

## 文化財

### 国の史跡
- 作山古墳 - 1930年（昭和5年）7月8日指定[4]。

## 現地情報
所在地

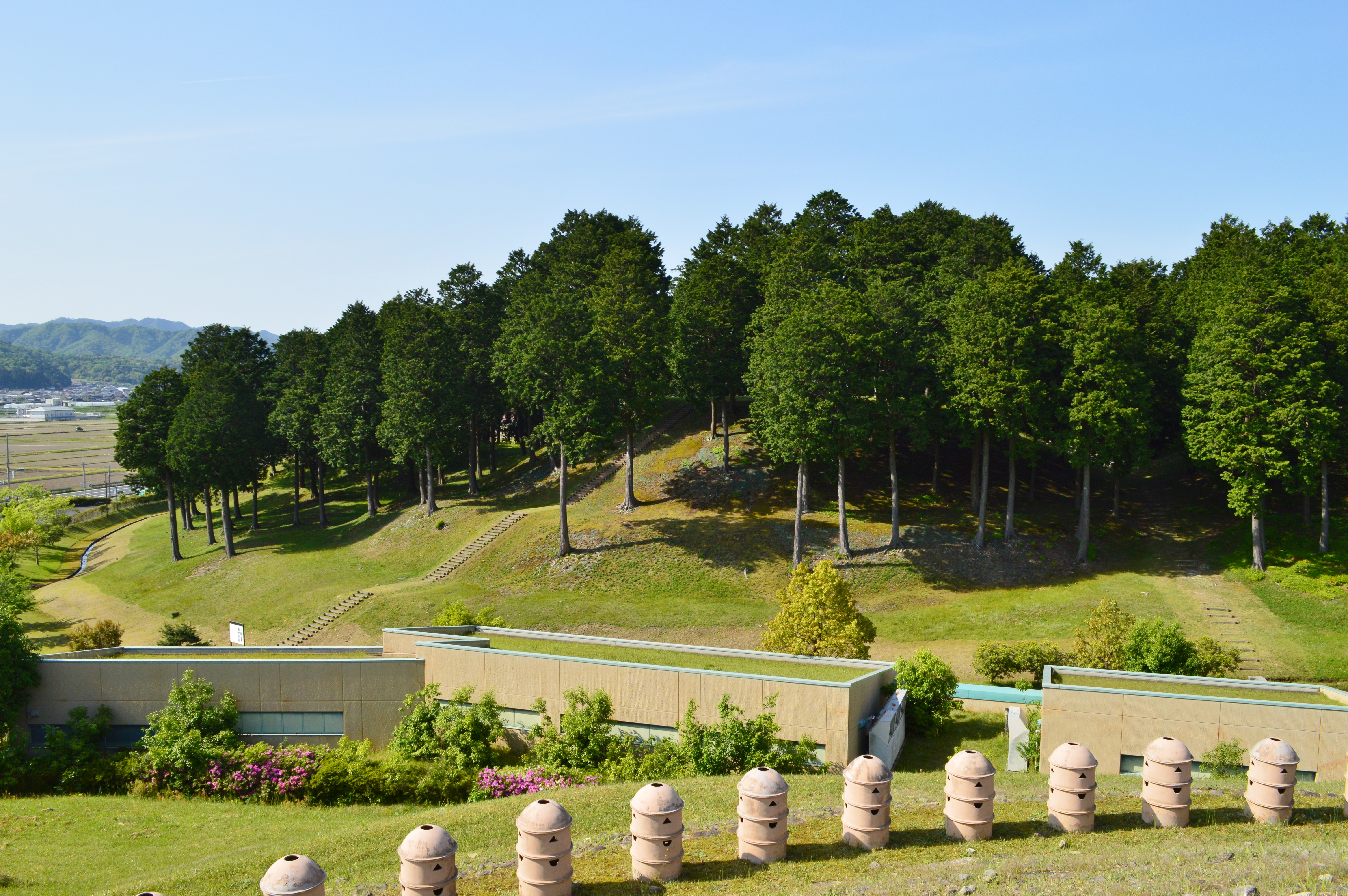
1号墳から蛭子山1号墳を望む

- 京都府与謝郡与謝野町字明石小字作り山（与謝野町立古墳公園内）[1]

関連施設
- はにわ資料館 - 与謝野町立古墳公園に併設。蛭子山古墳群・作山古墳群の出土品等を保管・展示。

周辺
- 蛭子山古墳 - 国の史跡。
- 白米山古墳 - 国の史跡。

## 関連文献
（記事執筆に使用していない関連文献）
- 『史跡蛭子山・作山古墳整備事業報告書（加悦町文化財調査報告 第15集）』加悦町教育委員会、1992年。